# Ricardo Márquez Flores
Ricardo Márquez Flores (Lima, 16 de junio de 1947 - ) es un empresario y político peruano. Fue 1.er vicepresidente de la República del Perú durante el segundo periodo del gobierno de Alberto Fujimori entre 1995 y 2000, y 2.do vicepresidente de la República en su breve tercer periodo del 28 de julio de 2000 hasta la renuncia de Fujimori.

## Biografía
Hijo de María Esther Flores Lozano de Marquez.
Realizó sus estudios en el Colegio Militar Leoncio Prado en el distrito de La Perla - Callao.
Estudió Ingeniería industrial en la Universidad de Nueva York.
Fue vicepresidente de la Confederación Nacional de Instituciones Empresariales Privadas (CONFIEP).
De 1993 a 1994 fue presidente de la Sociedad Nacional de Industrias.
En 2018 asumió nuevamente la presidencia de la Sociedad Nacional de Industrias.

## Actividad política

### Primer vicepresidente
En las elecciones generales de 1995 postuló como candidato a la primera vicepresidencia de la República, integrando la plancha presidencial del entonces presidente Alberto Fujimori, que triunfó en lo que fue su primera reelección. Márquez se encargó de lanzar un plan quinquenal de fomento a las exportaciones, cuya meta era convertir al Perú en una vigorosa economía exportadora.
En abril de 1996, el gobierno creó la Comisión para la Promoción de Exportaciones (Prompex), la cual fue presidida por Márquez.
Fue Presidente del Centro de Promoción de la Pequeña y MicroEmpresa (PROMPYME).

### Segundo vicepresidente
En las elecciones generales de 2000, postuló como candidato a la segunda vicepresidencia, integrando nuevamente la plancha encabezada por Fujimori, que nuevamente triunfó en lo que fue su tercera reelección, en medio del descontento de gran parte de la población. 
Cuando se produjo la renuncia de la presidencia de Fujimori desde el Japón y previamente la del primer vicepresidente Francisco Tudela, a Márquez le correspondía asumir la presidencia en su calidad de segundo vicepresidente, de acuerdo a la Constitución Política. Sin embargo, optó por presentar también su renuncia, que fue aceptada por el Congreso, el 22 de noviembre de 2000.
Márquez no volvió a participar en política y se abocó a la actividad empresarial.